# Ured za pronalaženje, obilježavanje i održavanje grobova žrtava komunističkih zločina nakon Drugog svjetskog rata
 Ured za pronalaženje, obilježavanje i održavanje grobova žrtava komunističkih zločina nakon Drugog svjetskog rata, samostalna pravna osoba upisana u sudski registar, čiji je osnivač Republika Hrvatska. Sjedište Ureda je u Zagrebu.
Osnovan je na prijedlog Andrije Hebranga 2011. godine. Ured nije dospio uspostaviti punu suradnju sa susjednim državama u kojoj su brojna grobišta, jer je u godinu dana djelovanja trebalo je dovesti Ured u funkciju i početi s radom. Uspostavili su samo komunikaciju sa Slovenijom i počeli su raditi na implementiranju postojećeg sporazuma između Slovenije i Hrvatske o uzajamnoj pomoći pri otkopavanju skrivenih grobišta i prijenosu posmrtnih ostataka, ali to nisu stigli dovršiti u godinu dana, jer je Ured imao samo dva zaposlenika. Uspjeli su istražiti tridesetak lokaliteta, od čega su tri otkopali, i Ured je tada zatvoren. Ured je ukinuo premijer Zoran Milanović, na prvoj sjednici svoje Vlade. Očekivalo se da će HDZ-ova vlast nakon četiri godine obnoviti Ured, no i ta je Vlada je odbila osnivanje Ureda i prebacila je istraživanja tih zločina u nadležnost jednoga ministarstva, već prekapacitiranog poslom.

## Organizacija
Tijela Ureda su: Upravno vijeće, ravnatelj i stručno vijeće. Ured može imati i savjetodavna tijela za rješavanje pojedinih problema iz svoga djelokruga. Savjetodavna tijela čine članovi i aktivisti udruga i stručnih organizacija, tijela državne i lokalne uprave, predstavnici crkvenih vlasti, predstavnici medija te zastupnici Hrvatskoga sabora, sa zadaćom davanja stručne i organizacijske pomoći u izvršavanju zadaća iz djelokruga Ureda. Savjetodavna tijela predlaže ravnatelj, a osniva ih odlukom Upravno vijeće.
Za rješavanje pojedinih pitanja iz svoga djelokruga Ured uključuje stručnjake pojedinih područja, posebno pravnike, arheologe, forenzičare, a po potrebi i druge.
Uredom upravlja Upravno vijeće koje ima predsjednika i osam članova. Predsjednik i članovi Upravnog vijeća imenuju se na razdoblje od osam godina. Predsjednika i sedam članova Upravnog vijeća imenuje i razrješuje Hrvatski sabor, i to:
– predsjednika i jednog člana na prijedlog Vlade Republike Hrvatske,

– jednog člana iz redova zastupnika Hrvatskoga sabora, i to članova Odbora za ratne veterane,

– jednog člana na prijedlog Hrvatskog instituta za povijest,
– jednog člana na prijedlog Hrvatske akademije znanosti i umjetnosti,

– jednog člana na prijedlog Hrvatske biskupske konferencije,

– jednog člana na prijedlog Državnog arhiva,
– jednog člana na prijedlog Crvenog križa Republike Hrvatske.
- Ured imenuje i razrješuje jednog člana Upravnog vijeća iz redova svojih zaposlenika.

## Zadaće
Osnovan je za provođenje i izvršavanje obveza iz Zakona o pronalaženju, obilježavanju i održavanju grobova žrtava komunističkih zločina nakon drugog svjetskog rata. Pod završetkom Drugog svjetskog rata u smislu tog Zakona podrazumijeva se nadnevak 9. svibnja 1945. godine. Zakonom je određeno postupanje s pronađenim i nepronađenim grobovima žrtava komunističkih zločina nakon završetka Drugog svjetskog rata, te uređuju pitanja od značenja za:
– pronalaženje grobova žrtava komunističkih zločina,

– uređenje, obilježavanje i trajno održavanje grobova žrtava komunističkih zločina,

– vođenje evidencije o lokalitetu i broju grobova te broju žrtava u njima.

-  dostojnom, trajno održavanje grobova žrtava komunističkih zločina.
Ured je osnovan u duhu humanog odnosa prema žrtvi, a u skladu s Rezolucijom o osudi komunizma i komunističkih zločina Vijeća Europe. Republika Hrvatska preuzela je obvezu vođenja popisa pojedinačnih i masovnih grobova žrtava komunističkih zločina te utvrđenog broja žrtava u grobovima. Zakon se odnosi na sve žrtve komunističkih zločina nakon Drugog svjetskog rata, neovisno o rasi, boji kože, spolu, jeziku, vjeri, političkom ili drugom uvjerenju, nacionalnom ili socijalnom podrijetlu.Pod žrtvama komunističkih zločina počinjenih nakon Drugog svjetskog rata podrazumijevaju se sve ubijene osobe, uključujući razvojačene vojnike, starce, žene i djecu, koje su ubijene od komunističkog režima nakon završetka Drugog svjetskog rata i sloma zloglasnog nacističkog poretka. Pod žrtvama komunističkih zločina podrazumijevaju se i građani ubijeni i umrli nakon završetka Drugog svjetskog rata u logorima, zatvorima ili ubijeni iz političkih razloga na bilo koji način u zemlji i inozemstvu. Osim tih, žrtvama se smatraju i ubijeni ili nestali pod represijom tajnih jugoslavenskih službi izvan granica tadašnje države, kao i nestali pod nepoznatim okolnostima u svim akcijama komunista i tijela komunističke vlasti nakon završetka Drugog svjetskog rata. Prava žrtve na obilježavanje i održavanje grobova odnosi se i na do sada pronađene i obilježene grobove civila iz Drugog svjetskog rata i poraća. Izvršenje obveza pronalaženja, uređenja i obilježavanja grobova komunističkih žrtava te vođenja očevidnika pronađenog lokaliteta grobova i broja žrtava preuzima Vlada Republike Hrvatske, a obveze trajnog održavanja grobova preuzimaju županije i Grad Zagreb. Županije i Grad Zagreb dužni su surađivati s Uredom.
U okviru svog djelokruga Ured:
– prikuplja i obrađuje podatke i arhivsku građu o žrtvama komunističkih zločina,

– surađuje sa stručnim organizacijama, udrugama, građanima i lokalnim upravama u pronalaženju grobova žrtava,

– u suradnji s tijelima Vlade Republike Hrvatske i sa stručnim organizacijama provodi utvrđivanje broja posmrtnih ostataka u svakom pronađenom grobu ili masovnoj grobnici,

– organizira i financira uređenje svakog pronađenog lokaliteta žrtava komunističkih zločina, kao i uređenje pristupnih putova,

– vodi očevidnik svakog pronađenog lokaliteta grobova te broja žrtava u njima, surađuje s međunarodnim institucijama i udrugama koje se bave sličnom problematikom,

– izvršava obveze preuzete međunarodnim ugovorima o grobljima žrtava komunističkih zločina i vojničkim grobljima,

– nadzire provođenje obveza trajnog održavanja grobova iz ovoga Zakona prenesenih u djelokrug županija i Grada Zagreba.

Kriterije i standarde za uređenje pronađenih grobova i prilaznih putova donosi na prijedlog ravnatelja Ureda Upravno vijeće uz suglasnost Vlade Republike Hrvatske, a pod kriterijima se podrazumijevaju dostojanstveno, prigodno i racionalno uređenje svih grobova. Ured je ovlašten zahtijevati od arhiva, muzeja, crkvenih institucija, upravnih organizacija, političkih organizacija, udruga i drugih pravnih osoba i institucija da joj stave na uvid svu dokumentaciju kojom raspolažu, a koja je bitna za djelatnost samog Ureda, a dotične pravne osobe i institucije dužne su postupiti po zahtjevu Ureda. Za pribavljanje dokumentacije koja se čuva u institucijama izvan Republike Hrvatske Ured će putem nadležnog ministarstva zatražiti pomoć i suradnju inozemnih državnih tijela i institucija.
Ured u suradnji s odgovarajućim tijelima susjednih država utvrđuje lokalitete grobova komunističkih žrtava s područja Republike Hrvatske u tim zemljama, određuje njihov broj i upisuje ih u očevidnik. Republika Hrvatska vodi brigu o uređenju i održavanju grobova žrtava u drugim zemljama, poštujući potpisane međudržavne sporazume.